# 真教寺 (杉並区)
真教寺（しんきょうじ）は、東京都杉並区にある浄土真宗本願寺派の寺院。

## 概要
1594年（文禄3年）、真了法師によって開山された。元々は江戸麻布宮村（現・東京都港区元麻布）に位置していた。
同宗派の西本願寺が浜町御坊（後の築地本願寺）を建立すると、浜町御坊の寺中に入った。その後昭和初期までは、築地本願寺とともに歴史を歩んだ。
1923年（大正12年）の関東大震災で焼失し、1928年（昭和3年）に築地本願寺から分かれて現在地に移転した、その後も1945年（昭和20年）の空襲で罹災している。

## 仏像等
本尊の阿弥陀如来は、1630年（寛永7年）に西本願寺から贈られたものである。
他にも、親鸞自作の自身の像、妻の玉日の像、義父の九条兼実の像が安置されている。当初は月輪寺にあったものだが、本願寺坊官下間家に渡り、その後明治時代に下間家と親交のあった那須家に譲り、1935年（昭和10年）頃に那須家より当寺に奉納されたものである。

## 交通アクセス
- 京王線・東急世田谷線下高井戸駅より徒歩7分。